# 肥満細胞

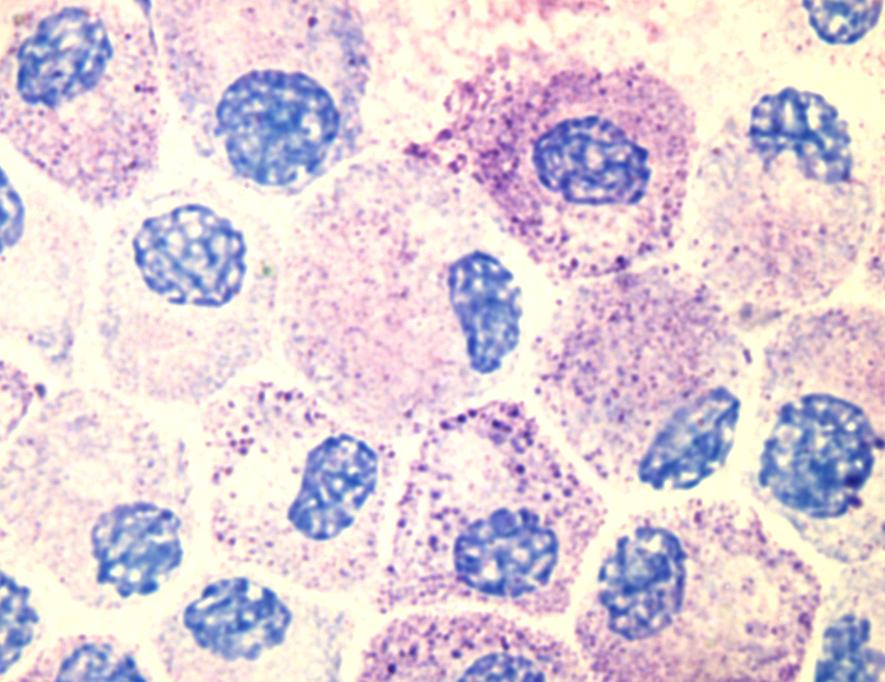
肥満細胞

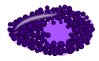
肥満細胞

肥満細胞（ひまんさいぼう）とは、哺乳類の粘膜下組織や結合組織などに存在する造血幹細胞由来の細胞。ランゲルハンス細胞とともに炎症や免疫反応などの生体防御機構に重要な役割を持つ。肥満細胞という名前ではあるが肥満とは関係が無く、膨れた様が肥満を想起させることからついた名前である。また、顆粒細胞（mast cell / マスト細胞）とも呼ばれる。青色の塩基性色素での染色では、異調染色性を示し、赤紫色に染まる。
ヒトの肥満細胞にはいくつかの異なるタイプがあるとされ、たとえば社会問題となっている花粉症に代表されるアレルギー性鼻炎の発症部位である鼻粘膜においては、粘膜型と統合織型の肥満細胞があるとされる。これらのうちその発症に関わるものは粘膜型である。いわゆる細胞レベルでの各種実験において統合織型の肥満細胞が用いられることがあるが、反応性などが異なるため注意が必要である。
肥満細胞はIgEを介したI型アレルギー反応の主体である。肥満細胞の中にはヒスタミンをはじめとした各種化学伝達物質（ケミカルメディエーター）があり、細胞表面に結合したIgEに抗原が結合しその架橋が成立すると、それがトリガーとなって細胞膜酵素の活性化がうながされ、結果的に内容物である特異顆粒、すなわちヒスタミンなどが放出される（脱顆粒）。また、細胞膜酵素の活性化は、アラキドン酸の生成と代謝を亢進させ（アラキドン酸カスケード）、代謝物であるロイコトリエン、血小板活性化因子（PAF）、プロスタグランジン、トロンボキサンA2などを細胞膜から遊離する。
こうした肥満細胞から遊離されたケミカルメディエーターのうち、ヒスタミンやロイコトリエンC4などは気管支平滑筋収縮作用、血管透過性亢進作用、粘液分泌作用などを有し、アレルギーにおける即時型反応を引き起こす。いっぽう、血小板活性化因子やロイコトリエンB4などは遊走因子として好酸球や好中球などの炎症細胞を反応局所に呼び寄せる。これはアレルギーの遅延層反応（アレルギー性炎症）を引き起こす。また、肥満細胞は樹状細胞の移動に関与することも報告されている。